# Maurice Nicolle
Ne doit pas être confondu avec Maurice Nicoll.
Pour les articles homonymes, voir Nicolle.
Maurice Nicolle est un médecin et biologiste français, né à Rouen, le 1er mars 1862 et mort à Paris le 20 août 1932.
Il est le fils d'Eugène Nicolle, médecin et professeur d'histoire naturelle à Rouen. Il a deux frères, Charles Nicolle, médecin et prix Nobel de médecine, et Marcel Nicolle, critique d'art. Son fils est le physicien et biochimiste Jacques Nicolle.

## Biographie

### Études
Après de brillantes études au lycée Corneille de Rouen entre 1869 et 1879, il décide de faire des études de médecine à Rouen, à l'Hospice général puis à l'Hôtel-Dieu jusqu'en 1881.
En 1882, il décide de continuer ses études à la faculté de médecine de Paris. Il commence son service militaire.
L'année 1884 voit le décès de son père et son échec à l'internat, mais devient interne l'année suivante. La même année, il se lie d'amitié avec Léon Daudet qui est aussi étudiant en médecine. Cela lui ouvrit les portes des salons des Daudet et Goncourt.
En 1887, il va en Allemagne faire un stage chez le professeur von Kölliker, à Wurzburg, et se perfectionne en anatomopathologie.
En 1890, il soutient sa thèse de médecine sur les affections du myocarde.

### Recherches à l'Institut Pasteur
Il s'inscrit au cours de microbiologie de l'institut Pasteur, en 1890, et décide d'y faire de la recherche où il s'intéresse aux techniques de coloration des micro-organismes et met au point une technique avec Victor Morax. Il devient préparateur du cours de microbiologie.

### Directeur de l'Institut impérial de bactériologie de Constantinople
À la suite d'une demande du Sultan Abdul Hamid II, Louis Pasteur l'envoie à Constantinople en 1893. Il y entreprend plusieurs études sur le choléra, les maladies bactériennes, celles à ultra-virus et celles à protozoaires. Il donne aussi des cours aux médecins et vétérinaires turcs. Il publie en 1900 son cours sous le titre de Éléments de microbiologie générale  dans lequel il adopte les opinions d'Élie Metchnikoff.
À la suite de désaccords avec les autorités turques et les représentants français, il donne sa démission de l'institut de Constantinople et revient à l'institut Pasteur, à Paris.

### Retour à l'Institut Pasteur
Il est à l'institut Pasteur entre 1902 et 1906. Il attire de nombreux jeunes chercheurs. Il y mène des recherches sur les diastases, les matières colorantes, la chimiothérapie, la morve expérimentale du cobaye. Il étudie les phénomènes d'hypersensibilité et d'immunité à la suite de l'inoculation de bacilles morveux et le mode d'action des anticorps, des antigènes, des toxines et antitoxines sur l'immunité.
En 1920, il subit une première attaque qui paralyse le côté droit. Une seconde attaque, en 1926, l'obligea à arrêter ses recherches.

## Distinctions
- Officier de la Légion d'honneur (décret du 23 février 1921)[1]. Il est fait officier par Albert Calmette le 14 mars 1921. Il est fait chevalier par Carle Gessard en 1905.

## Œuvres et publications
- Contribution à l'étude des affections du myocarde. Les grandes scléroses cardiaques, Paris, G. Steinheil, 1890, lire en ligne sur Gallica.
- Éléments de microbiologie générale, Paris, O. Doin, 1901, lire en ligne sur Gallica.
- Éléments de microbiologie générale et d'immunologie, 1926, [seconde édition revue et augmentée de son livre publié en 1900].

### En collaboration
Il est l'auteur de très nombreuses publications avec des chercheurs de l'Institut Pasteur.
- avec Paul Remlinger : Traité de microbiologie générale, 1902.